# Los Cuatro Jinetes del Infocalipsis
Los Cuatro Jinetes del Infocalipsis es un término utilizado sarcásticamente para referirse a crímenes en Internet. Un grupo de Cuatro Jinetes del Infocalipsis, se refiere a criminales que utilizan internet para cometer crímenes y, en consecuencia, ponen en riesgo los derechos de los usuarios. Parece no haber una definición clara de quienes son los Jinetes, pero usualmente describe a terroristas, narcotraficantes, pedófilos, y crimen organizado. Otras fuentes usan una descripción ligeramente diferente pero en general se refieren al mismo tipo de delincuentes. El término fue acuñado por Timothy C. May en 1988, quien se refería con ello a "pornógrafos de niños, terroristas, narcotraficantes, etc." cuando se debatían las razones para limitar el uso civil de herramientas criptograficas. Entre los más famosos de estos en el FAQ cypherpunk, que dice:

8.3.4. "¿Cómo puede ser atacada la privacidad y el anonimato?"
[...]

- Como muchos otros clichés sobre los "crímenes informáticos", como una herramienta de los "Cuatro Jinetes": narcotraficantes, lavadores de dinero, terrorista y pedófilos.

17.5.7. "Qué límites han sido propuestos en internet?"

[...]

- Los periódicos se preocupan sobre los Cuatro Jinetes del Apocalipsis Informático:
  - terroristas, pedófilos, narcotraficantes, lavadores de dinero

El término parece ser utilizado con menos frecuencia en las discusiones acerca de la actividad criminal en línea, pero más a menudo en los debates sobre los efectos negativos o escalofriantes que dicha actividad ha tenido sobre la experiencia de los usuarios regulares en internet.
Se usa frecuentemente para describir la táctica política del "pueden pensar en los niños?"

Como obtener lo que queres en 4 fáciles pasos:
1. Tenés una "cosa" que querés detener, pero sin razones morales o prácticas para hacerlo?
2. Elige un miedo común para mucha gente, algo que evoque una reacción visceral: terroristas, pedófilos, asesinos seriales.
3. Grita a los medios que la "cosa" está siendo usada por los perpetradores. (No te preocupes si esto es verdad, o común a otras cosas, o menos común con la "cosa" que con otros sistemas más antiguos - teléfonos, correo postal, hoteles, falta de micrófonos en todas las casas, etc.)
4. Decir que la única forma de detener a los perpetradores es cerrar la "cosa", o regularla hasta la muerte, o tener leyes que fuercen en masa la vigilancia de todas las comunicaciones privadas de la "cosa". No te preocupes si comunicarse en la "cosa" es un derecho protegido constitucionalmente, si has hecho un buen trabajo en elegir y publicitar el jinete en 2, nadie se dará cuenta, estarán demasiado ocupados clamando para que los salves de los supuestos males.

Las cuatro supuestas amenazas pueden ser utilizadas todas juntas o individualmente, dependiendo de las circunstancias: